# Fusillade d'Ishaqi
La fusillade d'Ishaqi est un crime de guerre présumé perpétré en mars 2006 par des soldats de l'armée des États-Unis sur des civils du village d'Ishaqi dans le district de Balad, province de Salah ad-Din, pendant la guerre d'Irak.
L'affaire est diffusée auprès du grand public par la chaîne britannique BBC au moyen de quelques vidéos et fait suite au massacre de Haditha, qui avait éclaboussé le département de la Défense des États-Unis quelques semaines plus tôt.
Selon l'armée américaine, quatre civils seraient morts après une fusillade impliquant des soldats américains qui recherchaient un militant d'Al-Qaïda dans une maison. Selon les militaires américains, ces civils, dont un membre d'al-Quaida, seraient morts dans l'écroulement de leur maison, sous l'effet de la fusillade. Selon un rapport de la police irakienne, les soldats américains auraient tué délibérément onze civils avant de faire exploser la maison.